# Gneo Servilio Cepione (console 141 a.C.)
Gneo Servilio Cepione (latino: Cneus Servilius Caepio) (fl. II secolo a.C.) è stato un politico della Repubblica romano.

## Biografia
Figlio di Gneo Servilio Cepione e fratello di Quinto Servilio Cepione, fu eletto console nel 141 a.C. con Quinto Pompeo e censore nel 125 a.C.. Durante la sua censura fu costruito l'Aqua Tepula, uno degli acquedotti che portavano l'acqua a Roma.